# Villa Almerico Capra
Villa Almerico Capra detta La Rotonda (conosciuta anche come Villa Capra) è una villa veneta a pianta centrale situata a ridosso della città di Vicenza, poco discosta dalla strada della Riviera Berica. Fatta costruire da Paolo Almerico, che la commissionò ad Andrea Palladio nel 1566-1567, fu completata da Vincenzo Scamozzi nel 1605 per i due fratelli Capra, che avevano acquisito l'edificio nel 1591.
La Rotonda, come divenne nota in seguito, è uno dei più celebri ed imitati edifici della storia dell'architettura dell'epoca moderna; è senza dubbio la villa più famosa del Palladio e, probabilmente, di tutte le ville venete. Fa parte dal 1994 dei patrimoni dell'umanità dell'UNESCO.

## Ispirazione
Nel 1565 il canonico e conte Paolo Almerico, ritiratosi dalla curia romana dopo essere stato referendario apostolico sotto i papi Pio IV e Pio V, decise di tornare alla sua città natale Vicenza e costruirsi una residenza di campagna.
La villa che commissionò all'architetto Andrea Palladio sarebbe divenuta uno dei prototipi architettonici più studiati e imitati per i successivi cinque secoli.
Nel corso della sua vita, infatti, Palladio progettò circa trenta ville in terra veneta, ma è questa residenza, senza dubbio ispirata al Pantheon di Roma, che è divenuta una delle sue più celebri eredità al mondo dell'architettura, divenendo in seguito fonte di ispirazione per migliaia di edifici.
Con l'uso della cupola, applicata per la prima volta a un edificio di abitazione, Palladio affrontò il tema della pianta centrale, riservata fino a quel momento all'architettura religiosa. Malgrado vi fossero già stati alcuni esempi di un edificio residenziale a pianta centrale (dai progetti di Francesco di Giorgio Martini ispirati a villa Adriana o dallo "studio di Varrone", alla casa del Mantegna a Mantova - o la sua illusionistica "Camera degli Sposi" in Palazzo Ducale -, sino al progetto di Raffaello per villa Madama), la Rotonda resta un unicum nell'architettura di ogni tempo, come se, costruendo una villa perfettamente corrispondente a sé stessa, Palladio avesse voluto costruire un modello ideale della propria architettura.

## Progetto

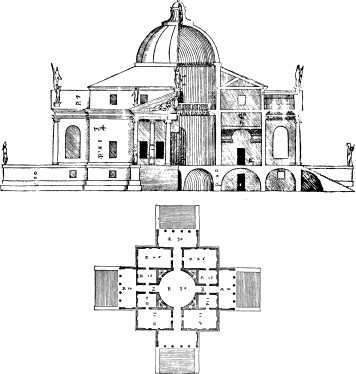
Pianta di Palladio per la Rotonda, ne I quattro libri dell'architettura, 1570

Il sito prescelto fu la cima tondeggiante di un piccolo colle appena fuori le mura di Vicenza. A quel tempo il fascino per i valori arcadici iniziava a spingere molti nobili possidenti a misurarsi con le gioie della vita semplice, malgrado gli aspetti piacevoli della vita a contatto con la natura rimanessero ancora in secondo piano rispetto alla scelta, tutta economica, di orientare gli investimenti verso un'agricoltura di tipo intensivo. Essendo celibe, il prelato Almerico non aveva bisogno di un vasto palazzo (vendette anzi quello che la sua famiglia aveva nel centro della città) ma desiderava una villa sofisticata, e fu esattamente questo che Palladio ideò per lui: una residenza suburbana con funzioni di rappresentanza, ma anche tranquillo rifugio di meditazione e studio. Isolata sulla cima del colle, questa sorta di originale "villa-tempio" in origine era priva di annessi agricoli. L'architetto la incluse significativamente nell'elenco dei palazzi, e non tra le ville, nei suoi Quattro libri dell'architettura pubblicati a Venezia nel 1570.

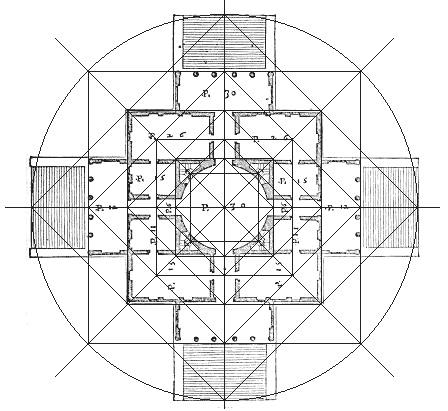
La pianta con evidenziate le proporzioni geometriche

La costruzione, iniziata nel 1567 circa, consisteva in un edificio quadrato, completamente simmetrico e inscrivibile in un cerchio perfetto (vedi figura a lato). Descrivere la villa come "rotonda" è tuttavia tecnicamente inesatto, dato che la pianta dell'edificio non è circolare ma rappresenta piuttosto l'intersezione di un quadrato con una croce greca. Ognuna delle quattro facciate era dotata di un avancorpo con una loggia che si poteva raggiungere salendo una gradinata; ciascuno dei quattro ingressi principali conduceva, attraverso un breve vestibolo o corridoio, alla sala centrale sormontata da una cupola. L'aula centrale e tutte le altre stanze erano proporzionate con precisione matematica in base alle regole proprie dell'architettura di Palladio, che egli elaborò nei suoi Quattro libri. Proprio la sala centrale rotonda è il centro nevralgico della composizione, alla quale il Palladio impresse slancio centrifugo allargandola verso l'esterno, nei quattro pronai ionici e nelle scalinate. La villa risulta così un'architettura aperta, che guarda la città e la campagna.
Il progetto riflette gli ideali umanistici dell'architettura del Rinascimento. Per consentire ad ogni stanza un'analoga esposizione al sole, la pianta fu ruotata di 45 gradi rispetto ai punti cardinali. Ognuna delle quattro logge presentava un pronao con il frontone ornato di statue di divinità dell'antichità classica. Ciascuno dei frontoni era sorretto da sei colonne ioniche (esastilo ionico). Ogni loggia era fiancheggiata da una singola finestra. Tutte le stanze principali erano poste sul piano nobile.
La scelta delle misure degli "intercolunnij" è “di due diametri di colonna, e un quarto” ed è chiamata "Eustilo"  (Quarto Libro, capitolo IV). Tale misura è chiamata “Eustilo” da Vitruvio (Primo Libro, capitolo XVI).

## Completamento e modifiche

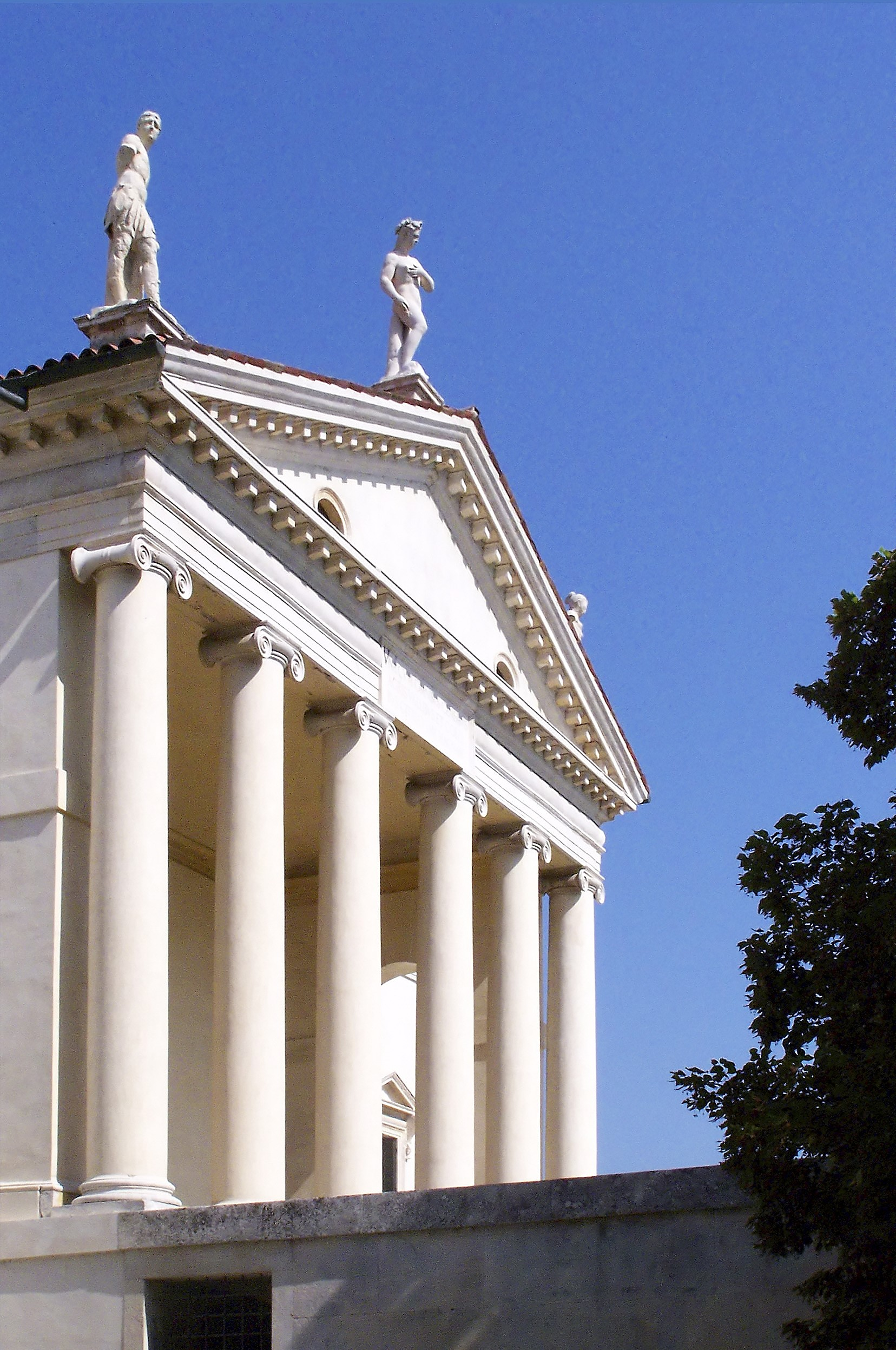

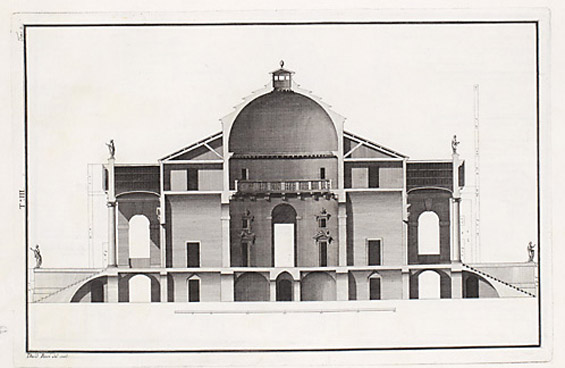
Sezione (Ottavio Bertotti Scamozzi, 1778)

Né Andrea Palladio né il proprietario Paolo Almerico videro il completamento dell'edificio, malgrado questo fosse già abitabile nel 1569.
Palladio morì nel 1580 e fu così un secondo importante architetto, il vicentino Vincenzo Scamozzi, ad essere ingaggiato dai proprietari per sovrintendere ai lavori di completamento, che si conclusero nel 1585, limitatamente al corpo principale, con la costruzione della cupola sormontata dalla lanterna.
Palladio intendeva coprire la sala centrale con una volta semisferica, ma Scamozzi, ispirandosi al Pantheon, adottò invece una volta più bassa con un oculo (che doveva essere a cielo aperto) e apportò altre limitate modifiche al progetto, come il taglio alla scalinata che permetteva un accesso diretto dall'esterno ai locali di servizio posti al pianterreno. La scalinata fu nuovamente modificata nel XVIII secolo da Ottavio Bertotti Scamozzi che la riportò alla forma originale e il piano attico fu suddiviso in stanze da Francesco Muttoni, che modificò i mezzanini (1725-1740). Nel Seicento l'oculo sulla sommità dell'edificio fu chiuso da una lanterna. Prima era un vero e proprio impluvium e il mascherone al centro del pavimento della sala funzionava da compluvium, lasciando defluire l'acqua piovana al pianterreno ove era raccolta dentro una cisterna.
Alla morte del committente Almerico, nel 1589, la villa finì in eredità al figlio naturale Virginio Bartolomeo il quale, a causa della disastrosa gestione economica, fu costretto a venderla due anni dopo, nel 1591, ai fratelli Odorico e Mario Capra. Furono questi ultimi a portare infine a termine il cantiere trent'anni dopo, nel 1620, con la decorazione interna ad affresco.
Lo Scamozzi aggiunse gli annessi rustici esterni 1620 (la barchessa, staccata dal corpo principale) per le funzioni agricole, non previste nel progetto originario.
Al complesso fu aggiunta infine la cappella gentilizia, costruita da Girolamo Albanese per volontà del conte Marzio Capra tra il 1645 e il 1663.
«È ormai pacifico quanto tale privilegiato richiamo all'idea di monumento singolo ed emergente sia volutamente lontana sia dallo schema della villa antica, aggregato di singoli edifici distribuiti asimmetricamente, come dalla struttura della stessa villa veneta cinquecentesca, autentica piccola capitale di un latifondo: la soluzione palladiana esaltando, nell'isolamento, la centralità crea, sì, un'abitazione, ma intesa quale sede adatta, si direbbe, più che alla vita quotidiana, all'altezza dell'intellettuale speculazione: dimora, invero, più che degli uomini, degli dei».

## Interno e decorazione

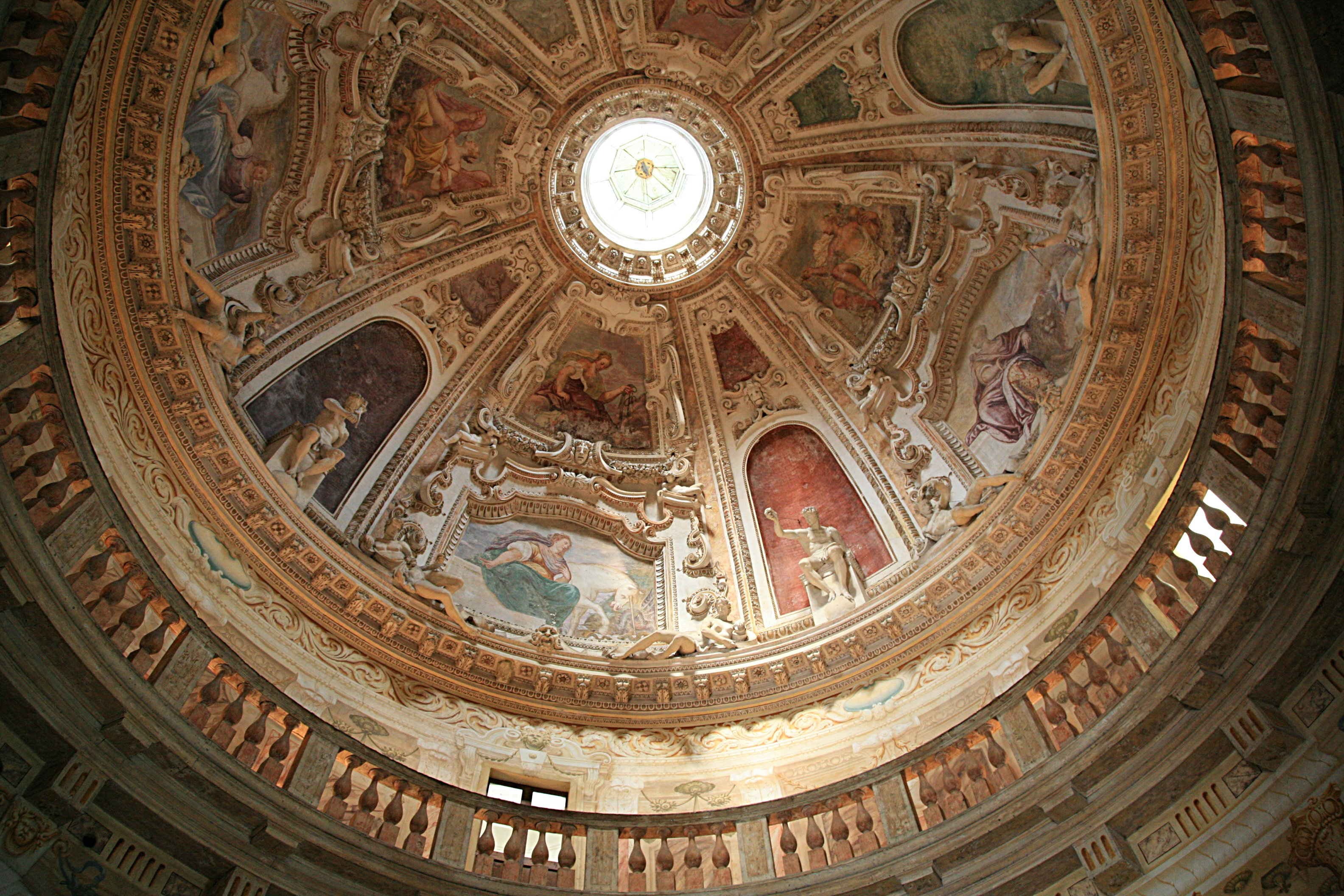
Decorazione della cupola

L'interno avrebbe dovuto essere splendido non meno dell'esterno; le statue sono interventi di Lorenzo Rubini e Giovanni Battista Albanese; la decorazione plastica e dei soffitti è opera di Agostino Rubini, Ottavio Ridolfi, Ruggero Bascapè, Domenico Fontana e forse Alessandro Vittoria; gli apparati pittorici in affresco sono di Anselmo Canera, Bernardino India, Alessandro Maganza e più tardi del francese Louis Dorigny. Le decorazioni della villa sono state realizzate durante un lungo periodo di tempo e di alcune l'attribuzione non è certa.
Tra i quattro principali saloni del piano nobile vi sono la sala ovest, decorata con affreschi di tema religioso - con sulla volta Consiglio degli dei con Aristotele e Virgilio opera di Giambattista Maganza - e il salone est, che ospita, sulla volta, un'allegoria, opera di Anselmo Canera, della vita del primo proprietario conte Paolo Almerico, con le sue numerose e ammirevoli qualità ritratte in affresco. Al centro dell'affresco Paolo Almerico con un frustino caccia una donna ignuda, allegoria della concupiscenza e un fauno, allegoria dei vizi. Sul camino della medesima sala est sono rappresentate le Tre Grazie.  Sulla volta della sala nord è rappresentata l'Allegoria dell'Eternità e le Tre Grazie, opera di Alessandro Maganza. Lo studiolo ovest ha una decorazione a grottesca con rappresentazioni fitomorfe. Nella sala da pranzo - lato sud - vi sono bozzetti di Antonio Canova e l'orifiamma dei Valmarana, del 1630 circa.
Il luogo più notevole dello spazio interno è senza dubbio la sala centrale circolare, dotata di balconate, che si sviluppa a tutt'altezza fino alla cupola. Il soffitto semisferico è decorato da affreschi di Alessandro Maganza: anche qui troviamo allegorie legate alla vita religiosa e alle Virtù ad essa collegate: Fede (figura femminile inginocchiata), Fama, Eternità, Temperanza, Giustizia (figura femminile cieca), Fortezza (Leone), Unicorno (Castità), Temperanza (Elefante). Seduti su degli scranni stanno quattro figure umane allegorie dei quattro elementi: Acqua, Aria, Terra, Fuoco. La parte inferiore della sala, alle pareti, è invece adornata con finte colonne dipinte in trompe-l'œil e gigantesche figure di dei della mitologia greca, opera successiva di Dorigny.
Come nell'architettura di Palladio, pensata per un uomo di chiesa, anche nell'apparato decorativo vengono inseriti elementi formali destinati a suggerire un senso di sacralità, in sintonia con tale programma celebrativo. La quantità di affreschi richiama maggiormente l'atmosfera di una cattedrale che non quella d'una residenza di campagna. Goethe, che fece più volte visita alla villa, disse che Palladio aveva reso un tempio greco adatto ad abitarvi.

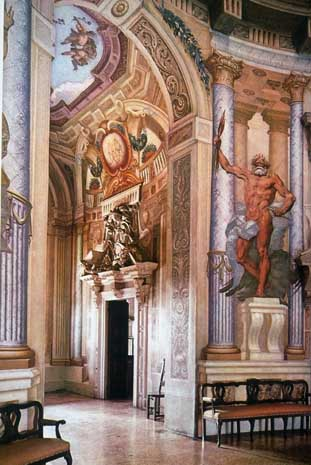
Scorcio degli interni

### Anditi d'ingresso e sala centrale
I quattro anditi d'ingresso presentano affreschi di Louis Dorigny ed elaborati sovrapporta barocchi in stucco, probabilmente opera di maestranze valsoldesi.
Come nella sala centrale Dorigny realizza sulle pareti finte architetture adornate da stemmi e vasi. Sulle volte dei due anditi maggiori, a coronamento delle complesse strutture architettoniche, si apre oltre una finta balaustra un cielo azzurro, popolato da putti e discinte figure femminili recanti fiori e ghirlande. Sulle volte degli anditi minori sono dipinti invece dei finti oculi ovali, adornati sempre da figure analoghe.
I sovrapporta degli anditi maggiori, dei timpani spezzati sorretti da mensole a forma di testa di fanciullo e da una bassa ma elaborata trabeazione, si diversificano in base a stemmi, cornucopie e ghirlande. Dietro a questi fastigi, volute e finti tendaggi annodati fungono da collegamento con la struttura architettonica del Dorigny. Le quattro aperture dei due ambienti minori presentano, invece, la sola trabeazione in stucco, essendo il fastigio sovrastante realizzato ad affresco.
Sempre del Dorigny è la decorazione del registro inferiore della sala centrale. L'architettura illusoria, una duplice fila di colonne che finge un corridoio con soffitto a cassettoni, è popolata da otto gigantesche figure di divinità olimpiche: Giove, Bacco, Venere, Saturno, Apollo, Diana, Marte e Mercurio. Il soffitto fu diviso dal Maganza in otto spicchi a loro volta divisi in due registri: nella fascia inferiore, forse i quattro continenti o, come già detto, le virtù (altrettante donne assise affiancate da quattro animali: leone, elefante, cavallo e unicorno). Le principali figure della fascia superiore sono la Fama, la Religione, la Benignità, la Temperanza.

### Sale minori
I quattro camerini adiacenti alle sale maggiori sono stati decorati, probabilmente da Eliodoro Forbicini, a grottesche, presumibilmente rimaneggiate nel Settecento.

## Rapporto con il paesaggio

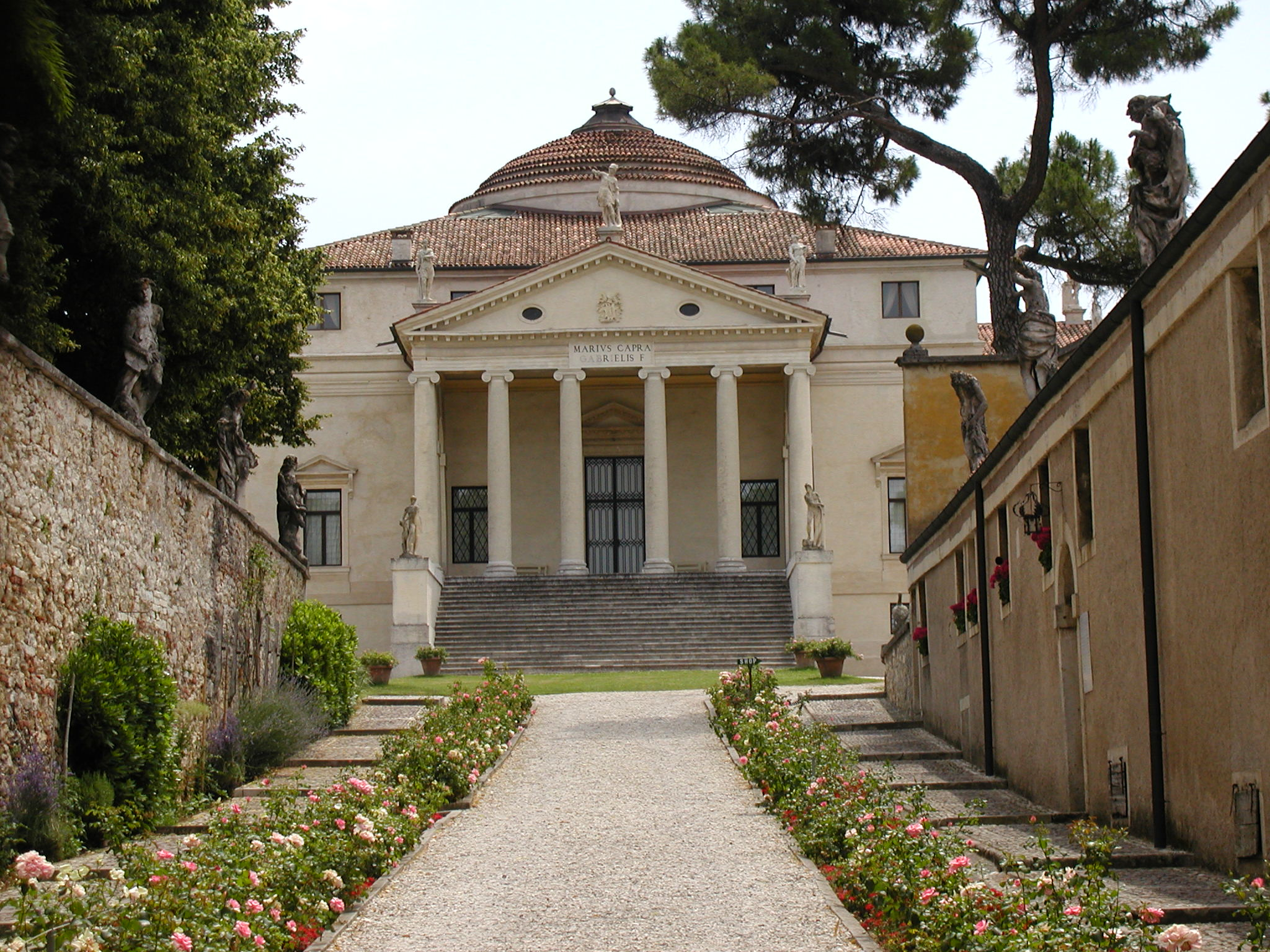
La Rotonda vista dal vialetto di accesso.

Dalle logge è possibile godere della meravigliosa vista della campagna circostante, dato che la villa fu consapevolmente progettata per essere in perfetta armonia con il paesaggio. Malgrado la Rotonda possa apparire completamente simmetrica, vi sono delle deviazioni, progettate perché ogni facciata fosse il complemento dell'ambiente e della topografia circostante; di conseguenza vi sono delle variazioni nelle facciate, nell'ampiezza dei gradini, nei muri di contenimento ecc. In tal modo la simmetria dell'architettura dialoga con l'asimmetria del paesaggio, per creare nell'insieme una particolare armonia. L'ambiente che circonda la villa offre una visione panoramica di alberi, prati e boschetti, con Vicenza distante all'orizzonte.
La loggia settentrionale è inserita nella collina come termine di una strada carrabile che corre dal cancello principale. Questo percorso è un viale tra i blocchi dei servizi, costruito dai fratelli Capra che acquistarono la villa nel 1591, commissionando a Vincenzo Scamozzi di completare l'edificio e costruire le stalle e gli edifici ad uso rurale. Quando ci si avvicina alla villa da questa parte, si riceve l'impressione deliberata che sia stia ascendendo dal basso a un tempio sulla sommità. Allo stesso modo, in senso inverso, dalla villa si nota il santuario (all'epoca una piccola chiesa) sulla città dalla cima di Monte Berico, che unifica così la villa e la città.
La visuale verso la villa rappresentò, fra il 1887 e il 1979, un elemento caratterizzante per i viaggiatori della tranvia Vicenza-Noventa-Montagnana, il cui binario posto inizialmente in sede stradale fu portato, nel secondo dopoguerra, in sede propria.
Scrive il critico Gian Antonio Golin:"La rotonda catalizza l'incontro tra civiltà e natura, tra urbanitas et rusticitas che si fondono in un rapporto di armonia, anzi di perfetta equivalenza: una forma solida, una costruzione geometrica e volumetrica, la forma architettonica creata dall'uomo, espressione di civiltà e di storia supera il limite della propria finitezza mettendosi in rapporto, all'unisono, con la spazialità naturale infinita così come la spazialità naturale, infinita, si concretizza entrando nei rapporti mediati dall'intelletto nella forma definita dell'edificio".

## Storia recente

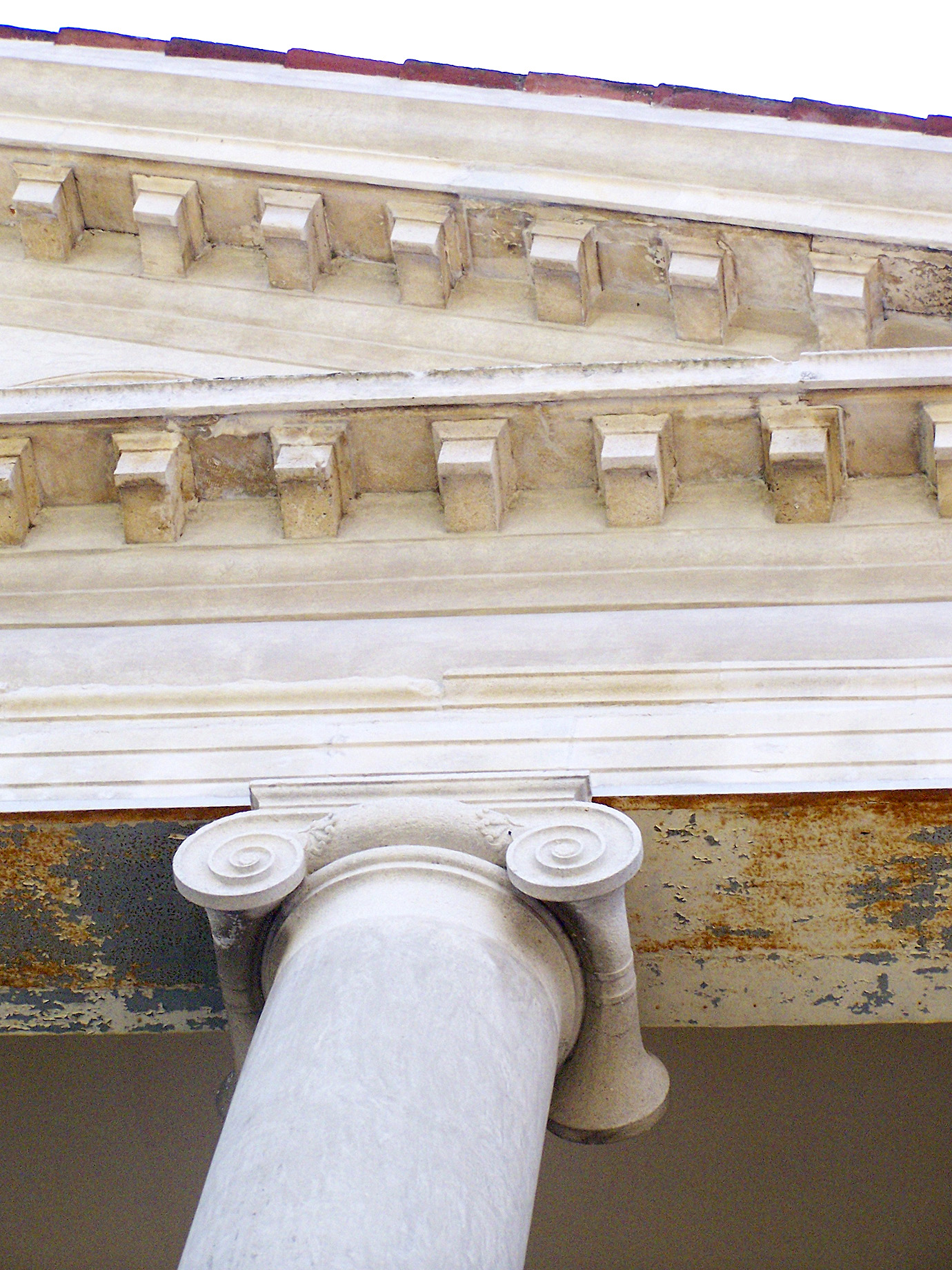
Particolare di un pronao con capitello ionico

Il 21 settembre 1786 Goethe di passaggio nella città di Vicenza a fronte del suo Grand Tour, visita i monumenti palladiani tra cui la Rotonda. Nel suo Viaggio in Italia descrive così l'edificio:
La villa appartiene alla famiglia Valmarana dal giugno 1912; il conte Andrea Valmarana (1891-1976) ufficiale volontario nella Prima guerra mondiale 1915-1918, lascia la villa ai 4 figli: Lodovico, Mario, Alessandro e Alberto. La Fondazione "la Rotonda" dei fratelli Valmarana ne ha curato i continui interventi manutentivi iniziati nel 1978 per preservare la Rotonda all'apprezzamento e meraviglia delle future generazioni; curatori della Fondazione sono stati Mario Valmarana (scomparso nel 2010), professore di architettura presso l'Università della Virginia ed il fratello Lodovico Valmarana (scomparso nel 2018).
Nel 1976 fu scelta come location per il film commedia Culastrisce nobile veneziano interpretato da Marcello Mastroianni e nel 1979 fu teatro del film-lirico Don Giovanni del regista Joseph Losey con il celebre basso Ruggero Raimondi.
La villa è stata inserita nel dicembre 1994, assieme alle altre architetture di Vicenza "città del Palladio", nell'elenco dei Patrimoni dell'umanità dell'UNESCO.

## La Rotonda come modello architettonico

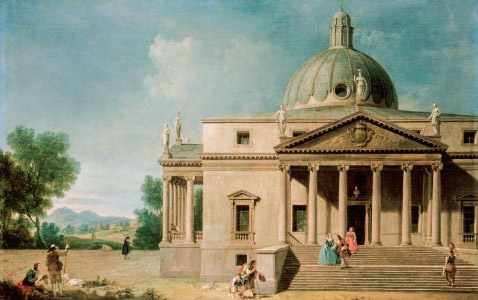
Mereworth Castle, una riproduzione della Rotonda nel Kent

La Rotonda è stata modello di ispirazione per numerosi edifici. Alcuni tra gli esempi più importanti sono considerati

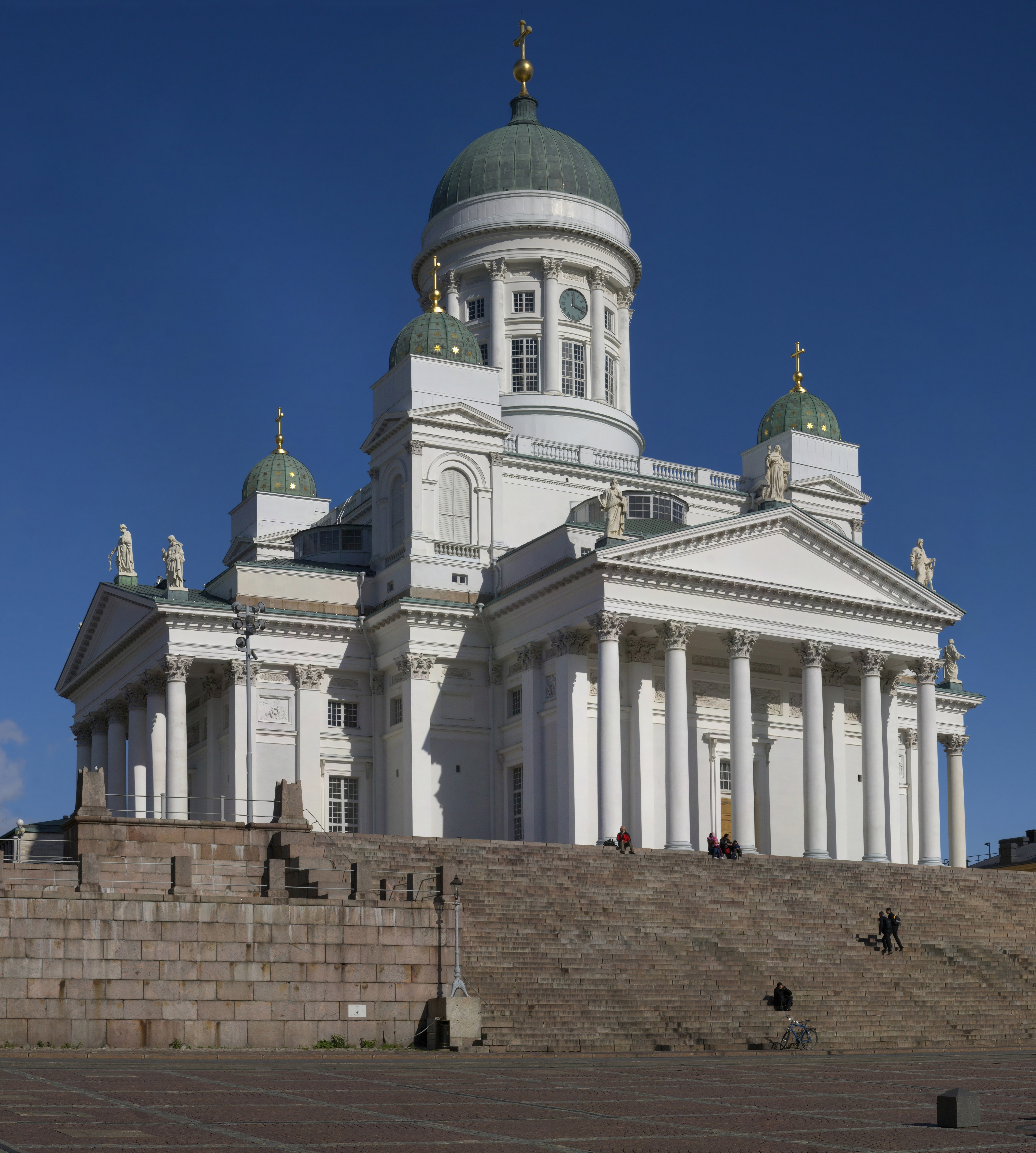
Lutheran Cathedral Helsinki

- Lutheran Cathedral Helsinki, (1830-1851) di  Johann Carl Ludwig Engel
- Casa Bianca (Washington, 1792-1800) di James Hoban.
- Villa Norrköping (Svezia), 1964 di Sverre Fhen.
- Villa Pisani detta la Rocca Pisana (Lonigo, Vicenza, 1575-1578), di Vincenzo Scamozzi; lungi dal fermarsi all'imitazione del maestro, Scamozzi costruisce filologicamente una critica al progetto della Rotonda, riallacciandosi al modello del Pantheon;
- Chiswick House (Londra, 1725), di Lord Burlington e William Kent; uno dei più celebri esempi di neopalladianesimo britannico, creazione intensamente eclettica e personale di Lord Burlington.
- Monticello (Charlottesville, Virginia, 1768-1809), di Thomas Jefferson; la sola casa negli Stati Uniti d'America dichiarata patrimonio dell'umanità dall'UNESCO;
- Mereworth Castle a Mereworth nel Kent, edificato nel 1723 da Colen Campbell[15] su commissione di Lord Westmorland;
- Foots Cray Place, Philip Street, Bexley, Londra (demolito);
- Henbury Hall nel Cheshire, disegnata da Julian Bicknel;
- Nuthall Temple nel Nottinghamshire (demolito).
- "House of Palestine", costruita fra il 1998 e il 2000 dal milionario palestinese Munib al-Masri sulla cima del monte Garizim, presso la città di Nablus.[16]
- Württemberg Mausoleum a Stoccarda, disegnato da Giovanni Salucci. Ospita i resti del il re Guglielmo I e di sua moglie Ekaterina Pavlovna Romanova.
- La Cattedrale della Trasfigurazione di Bolgrad nel sud ovest dell'Ucraina, disegnata dall'architetto Avraam Melnikov e costruita tra il 1833 e il 1838.

## Bibliografia

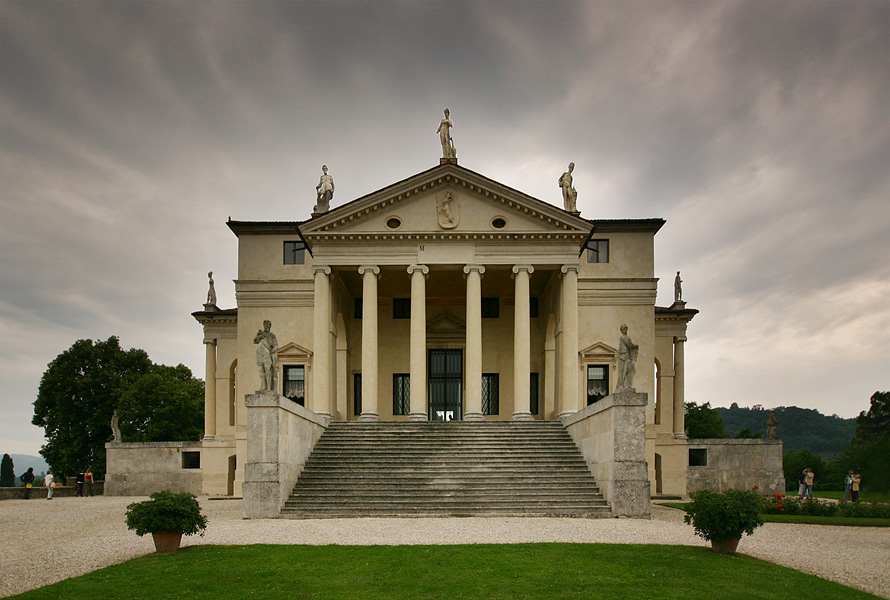
Prospetto della Rotonda

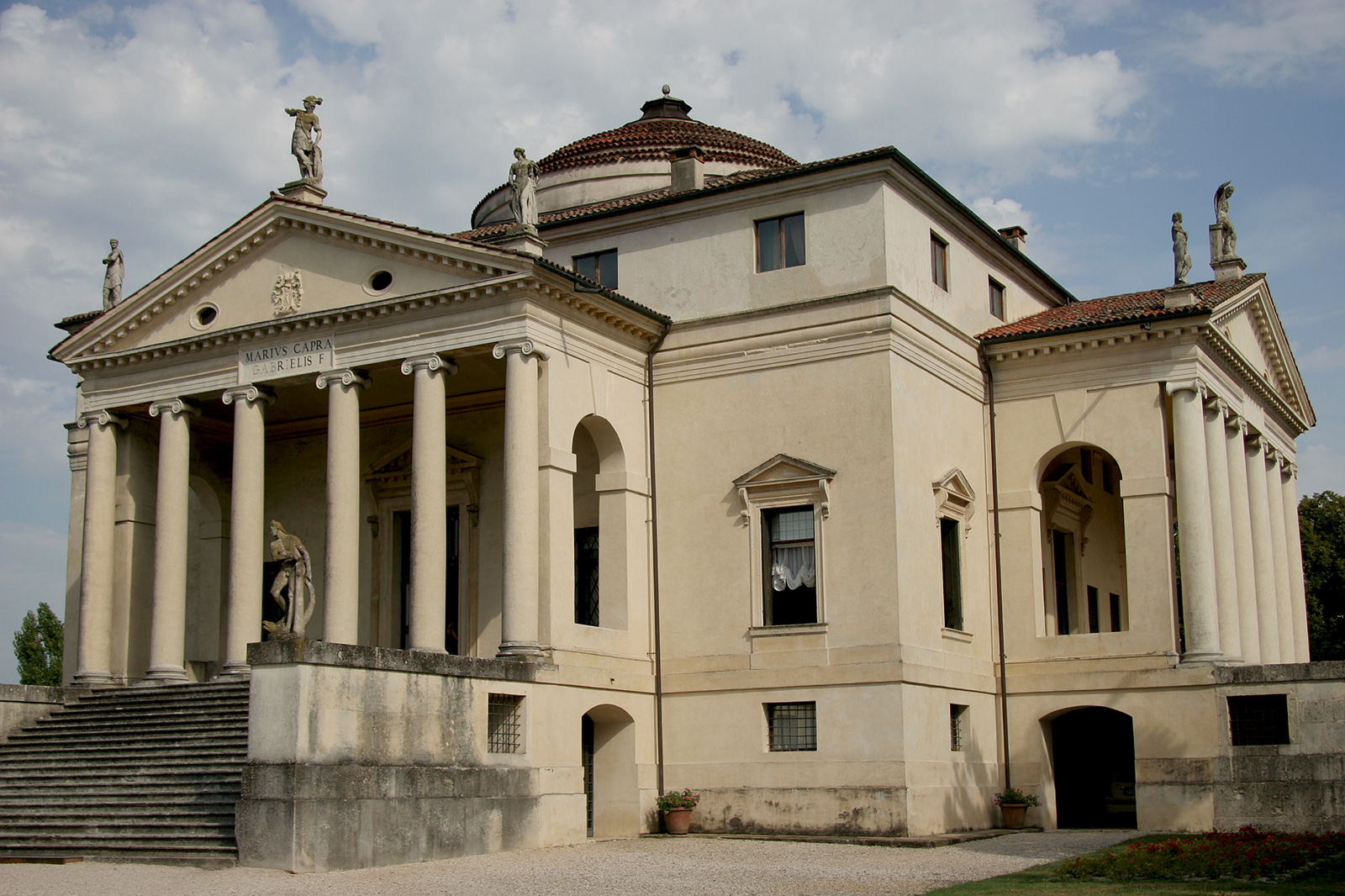
La Rotonda

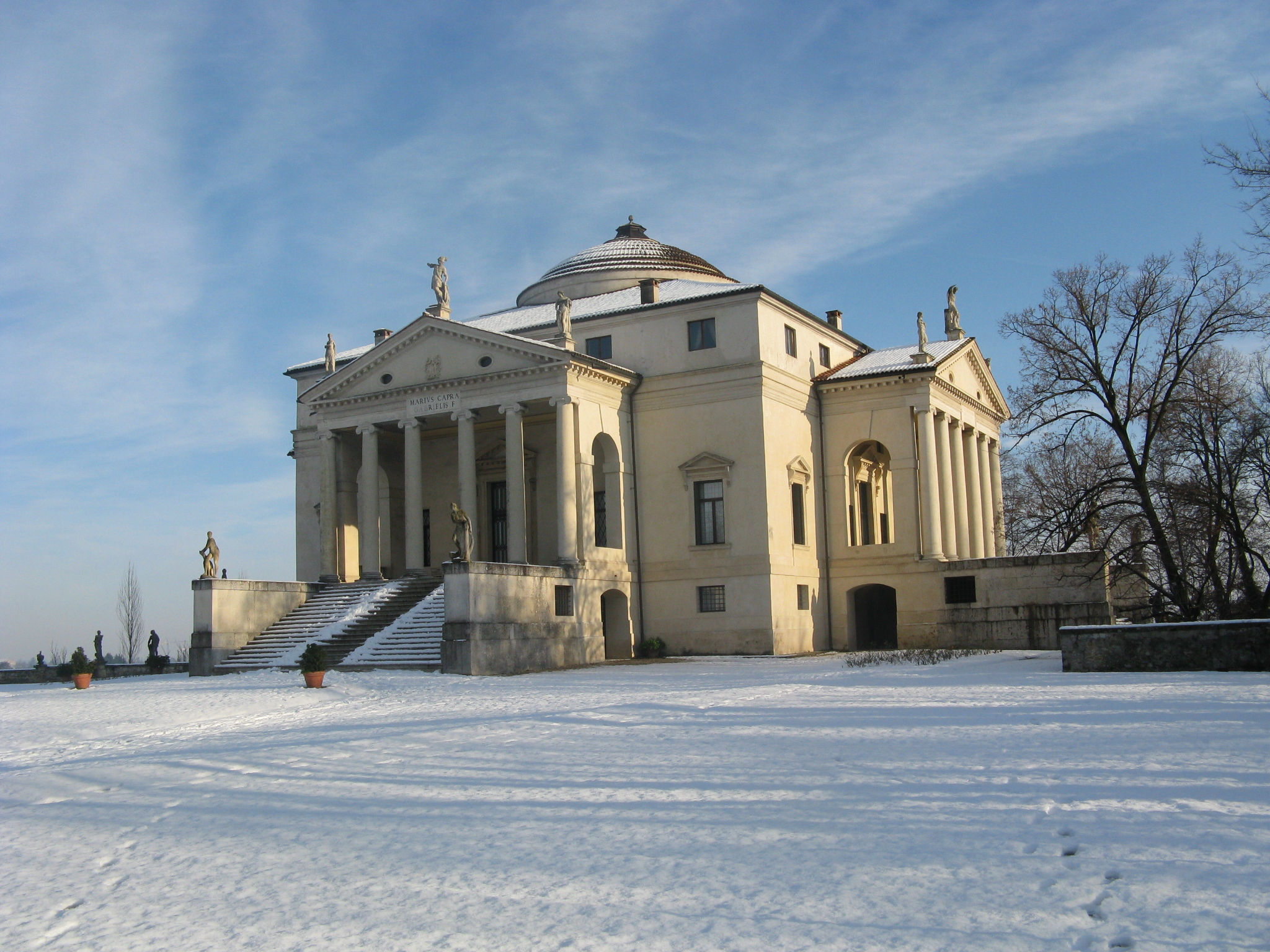
La Rotonda tra la neve